# Juan Martí

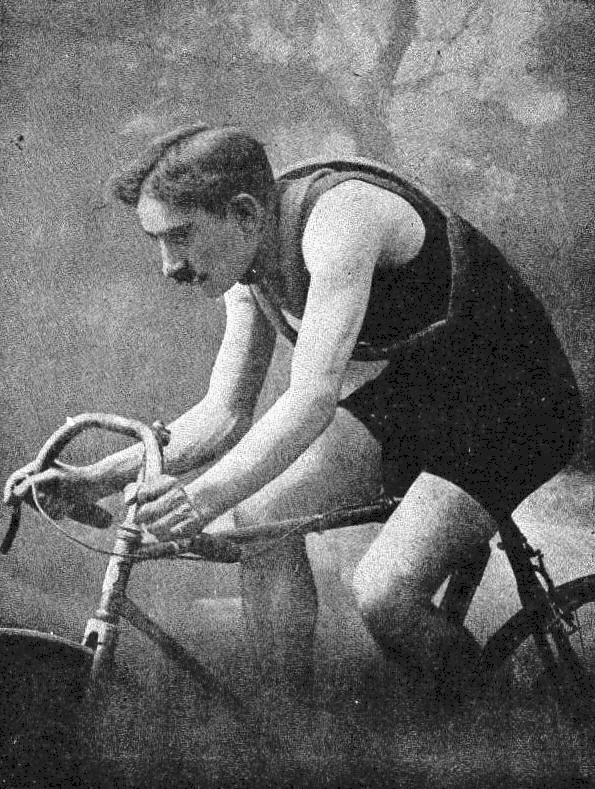
Juan Martí 1913

Juan Martí Viñolas (* 9. September 1887 in La Garriga; † 17. September 1978 ebenda) war ein spanischer Radrennfahrer und nationaler Meister im Radsport.

## Sportliche Laufbahn
Martí war im Straßenradsport aktiv. Von 1912 bis 1914 war Juan Martí (auch Joan Martí) als Berufsfahrer aktiv. 1913 siegte er im Etappenrennen Vuelta a las Vascongades y Navarra und holte dabei einen Etappensieg. Damit wurde er zugleich nationaler Meister im Straßenrennen. In jener Saison war er auch in der Katalonien-Rundfahrt vor Antonio Crespo erfolgreich. Er gewann die 1. Etappe und wurde zweimal Etappenzweiter. 1912 war er Zweiter der Rundfahrt geworden.
Der Ausbruch des Ersten Weltkriegs beendete seine Karriere. Martí vererbte sein Haus seiner Heimatstadt. Die Gemeinde richtete dort ein Kulturzentrum ein.